# Josué 4
Josué 4 es el cuarto capítulo del Libro de Josué en la Biblia hebrea o en el Antiguo Testamento de la Biblia cristiana. Según la tradición judía, el libro fue atribuido a Josué, con añadidos de los sumos sacerdotes Eleazar y Fineas, pero los eruditos modernos lo consideran parte de la Historia Deuteronomista, que abarca desde el libros del Deuteronomio hasta 2 Reyes, atribuida a escritores nacionalistas y devotos de Yahvé durante la época del rey reformador de Judea Josías en el siglo VII a. C.. Este capítulo se centra en los israelitas que cruzan el río Jordán hacia el oeste para entrar en la tierra de Canaán bajo el liderazgo de Josué, parte de una sección que comprende desde Josué 1:1 hasta Josué 5:12 sobre la entrada en la tierra de Canaán.

## Texto
Este capítulo fue escrito originalmente en Lengua hebrea. Se divide en 24 Versículos.

### Testigos textuales
Algunos de los primeros manuscritos que contienen el texto de este capítulo en hebreo pertenecen a la tradición del Texto Masorético, que incluye el Códice de El Cairo (895), el Códice de Alepo (siglo X) y el Códice Leningradensis (1008). Fragmentos que contienen partes de este capítulo en hebreo fueron encontrados entre los Rollos del Mar Muerto incluyendo XJoshua (XJosh, X1; 50 AEC) con los versículos 4-5 existentes. y 4Q48 (4QJoshb; 100-50 a. C.) con los Versículos 15-17 existentes. 
Los manuscritos antiguos existentes de una traducción al griego koiné conocida como Septuaginta (originalmente se hizo en los últimos siglos a. C.) incluyen el Códice Vaticano (B {\displaystyle {\mathfrak {G}}}B; siglo IV) y Codex Alexandrinus (A; {\displaystyle {\mathfrak {G}}}A; siglo V). . Fragmentos de la Septuaginta El texto griego que contiene este capítulo se encuentra en manuscritos como Washington Manuscript I (siglo V de nuestra era), y una versión reducida del texto de la Septuaginta se encuentra en el Joshua Roll ilustrado.

## Análisis
La narración de la entrada de los israelitas en la tierra de Canaán comprende de versículos 1:1 a Josué 5:12 del Libro de Josué y tiene el siguiente esquema:
A. Preparativos para entrar en la Tierra (1:1-18)
1. Directivas a Josué (1:1-9)
2. Directrices para los líderes (1:10-11)
3. Discusiones con las tribus orientales (1:12-18)
B. Rahab y los espías en Jericó (2:1-24)
1. Directrices para los espías (2:1a)
2. Engañar al rey de Jericó (2:1b-7)
3. El juramento con Rahab (2:8-21)
4. El informe a Josué (2:22-24)
C. El cruce del Jordán (3:1-4:24)
1. Preparativos iniciales para el cruce (3:1-6)
2. Directrices para cruzar (3:7-13)
3. La travesía milagrosa: Parte 1 (3:14-17)
4. Memorial de las Doce Piedras: Parte 1 (4:1-10a)
5. Una travesía milagrosa: Parte 2 (4:10b-18)
6. Memorial de las Doce Piedras: Parte 2 (4:19-24)
D. Circuncisión y Pascua (5:1-12)
1. El temor cananeo (5:1)
2. Circuncisión (5:2-9)
3. La Pascua (5:10-12)

## Doce piedras del Jordán (4:1-18)

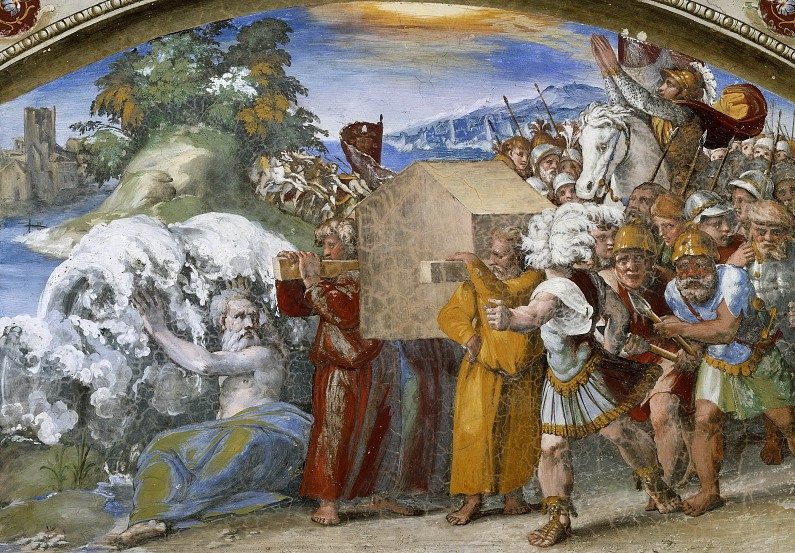
«Israelitas cruzando el Jordán llevando el Arca de la Alianza», por Rafael en el Vaticano. 7 de enero de 1500

La narración del cruce del Jordán (3:1-5:1) consta de varias unidades que retroceden y se superponen, con una serie de elementos relatados más de una vez (por ejemplo, la selección de los hombres para llevar las piedras, 3:12; 4:2; la colocación de las piedras, 4:8-9, 20).. En contraste con el capítulo 3, este capítulo pone más énfasis en la colocación de doce piedras durante y después de la travesía. Así como la directiva al sacerdote en Josué 3:6 sólo se resuelve en Josué 3:16, la directiva a los doce hombres, uno de cada tribu de Israel, en Josué 3:12 se aclara en Josué 4:2 en el sentido de que deben llevar piedras desde el medio del Jordán hasta el lugar de destino del campamento. El relato también instituye un acto de culto para todas las generaciones futuras (versículos 6-7, 21-22), similar a la narración de la primera Pascua (cf. Éxodo 12:24-27). La importancia de Josué (versículos 10-14) se hace eco del pasaje anterior (3:7-8). Los sacerdotes permanecieron en medio del lecho seco del río con el arca hasta la travesía completa del pueblo y las ceremonias con las piedras (4:10), antes de ascender finalmente a la orilla occidental y cuando lo hicieron el río reanudó su caudal normal (4:15-18).

### Versículo 1
Y sucedió que cuando todo el pueblo había cruzado completamente el Jordán, el Señor habló a Josué, diciendo:
Texto hebreo (leído de derecha a izquierda): 
ויהי כאשר-תמו כל-הגוי לעבור את-הירדן פ ויאמר יהוה אל-יהושע לאמר׃
En medio del Versículo en el texto hebreo, después de la frase «todo el pueblo había cruzado completamente el Jordán», hay un petuhah (signo de párrafo abierto) de una antigua marca premasorética, que los masoritas han conservado, que marca el final del párrafo anterior y el comienzo de un nuevo parashah' o «párrafo». La siguiente frase (en traducción literal hebrea: «y habló YHWH a Josué, diciendo«), junto con los Versículos 2, 3 y 4 (»y Josué llamó a los doce hombres"), forman un “paréntesis” (como también señalan, entre otros, Kimchi y Calvino), unidos aquí por “”waw“” consecutivos (una forma de composición histórica hebrea), que se supone están dispuestas en orden lógico con su debida subordinación entre sí para ser traducidas como «Entonces Josué llamó a los doce hombres - como Jehová le había mandado, diciendo: “Tomaos doce hombres del pueblo”, etc. - y les dijo,» etc.

## Acamparon en Gilgal (4:19-24)
La fecha del cruce del Jordán es significativa, el décimo día del 'primer mes' en relación con la celebración de la Pascua, cuando el cordero pascual era apartado para la fiesta (Éxodo 12:2-3), vinculando así el Éxodo (el cruce del Mar Rojo), y la entrada en la tierra de promisión.  Las piedras sacadas del río se colocan en el campamento israelita de Gilgal (Versículo 20), con el fin de demostrar el poder de Dios para que «todos los pueblos de la tierra lo conocieran», señalando así los futuros triunfos de YHWH, que aterrorizaban enormemente a los habitantes de la tierra (Josué 5:1).

### Versículo 19
Y el pueblo subió del Jordán el día diez del mes primero, y acampó en Gilgal, en el límite oriental de Jericó. 
- «El día diez del mes primero»: Cuatro días antes de la Pascua, y el mismo día en que el cordero pascual debe ser apartado (la primera vez hace exactamente cuarenta años: Éxodo 12:3 «“”un cordero para una casa“”»).[25][26] El primer mes se llama en otras partes de la Biblia hebrea «Abib», es decir, «el mes de las espigas verdes» (Éxodo 13:4; Éxodo 23:15; Deuteronomio 16:1), y posteriormente, tras el cautiverio en Babilonia, se llama «Nisán» (Nehemías 2:1; Ester 3:7).[27]
- «Guilgal»: de una palabra hebrea que denota 'un campamento circular', utilizada prolépticamente en Josué 4:19 y Josué 4:20 para denominar el primer emplazamiento del campamento israelita tras cruzar el río Jordán (cf. Josué 5:9). Estaba «a unas cinco millas» (50 estadios, según Josefo) «de las orillas del río»[28] y a una milla y cuarto de Jericó, según Josefo.[29] Josué 5:3 lo describe como un terreno elevado, pero es difícil identificar el lugar en tiempos modernos, ya que nunca existió allí ninguna ciudad o aldea.[29]

#### Comentarios a los versículos 1-25
En el paso del Jordán, las aguas se detienen cuando los sacerdotes con el Arca de la Alianza pisan la orilla, destacando la acción de Dios. Tras cruzar, Israel erige en Guilgal un «monumento de doce piedras tomadas del río como memoria de los hechos salvíficos». El nombre Guilgal, posiblemente asociado a un círculo de piedras, remite a prácticas conmemorativas comunes en santuarios. Más tarde, este lugar será relevante durante la monarquía, como en la unción de Saúl (1 S 11,15), aunque los profetas criticarán los cultos idolátricos allí establecidos (Os 4,15; Am 4,4).

## Reeferencias
1. ↑  Halley, 1965, pp. 157–158.
2. ↑  Talmud, Baba Bathra 14b-15a)
3. 1 2  Gilad, Elon. ¿Quién escribió realmente los libros bíblicos de los Reyes y los Profetas? Haaretz, 25 de junio de 2015. Resumen: El himno al rey Josías y las exaltadas descripciones de los antiguos imperios israelitas invitan a pensar que él y sus escribas están detrás de la Historia Deuteronomista.
4. ↑  Coogan, 2007, p. 314 Biblia hebrea.
5. 1 2  Coogan, 2007, p. 319 Biblia hebrea.
6. ↑  McConville, 2007, p. 158.
7. ↑  Würthwein, 1995, pp. 35-37.
8. 1 2  Ulrich, 2010, p. 247.
9. 1 2  com/dead-sea-scrolls/general-info/#joshua Rollos del Mar Muerto - Josué
10. ↑  Fitzmyer, 2008, p. 162.
11. ↑  Fitzmyer, 2008, p. 35.
12. ↑  4Q48 at the Leon Levy Dead Sea Scrolls Digital Library
13. ↑  Würthwein, 1995, pp. 73-74.
14. ↑   El contenido de este artículo incorpora texto de la Enciclopedia Católica (1913), que se encuentra en el dominio público.
15. ↑  El libro completo de Josué no se encuentra en el Codex Sinaiticus existente.[14]
16. ↑  fi/es/news/language-culture/discrepancies-in-manuscripts-show-how-old-testament-scribes-edited-the-book-of-joshua «Las discrepancias en los manuscritos muestran cómo los escribas del Antiguo Testamento editaron el Libro de Josué». Universidad de Helsinki. 29 de enero de 2018.
17. ↑  Rösel, Martin (1 de enero de 2002). «La versión septuaginta del libro de Josué». Scandinavian Journal of the Old Testament 16 (1): 5-23. S2CID 161116376 – via Taylor and Francis+NEJM.
18. ↑  Firth, 2021, p. 27.
19. ↑  McConville, 2007, p. 161.
20. ↑  Rösel, 2011, p. 70.
21. 1 2 3  McConville, 2007, p. 162.
22. ↑  Josué 4:1 New King James Version
23. 1 2 3  Keil, Carl Friedrich; Delitzsch, Franz. Comentario sobre el Antiguo Testamento (1857-1878). Josué 4. Consultado el 24 de junio de 2018.
24. ↑  Josué 4:19 King James Version
25. ↑  Ellicott, C. J. (Ed.) (1905). Comentario bíblico de Ellicott para lectores ingleses. Josué 4. Londres : Cassell and Company, Limited, [1905-1906] Versión en línea: (OCoLC) 929526708. Consultado el 28 de abril de 2019.
26. ↑  Jamieson, Robert; Fausset, Andrew Robert; Brown, David. Jamieson, Fausset, and Brown's Commentary On the Whole Bible. «Josué 4». 1871.
27. ↑  Cambridge Bible for Schools and Colleges. Josué 4. Consultado el 28 de abril de 2019.
28. ↑  Stanley, «Sinaí y Palestina», p. 307; apud «Pulpit Commentary», Josué 4
29. 1 2  Exell, Joseph S.; Spence-Jones, Henry Donald Maurice (Editores). Sobre «Josué 4». En: The Pulpit Commentary. 23 volúmenes. Primera publicación: 1890. Consultado el 24 de abril de 2019.
30. ↑  Facultad de Teología. Comentarios a la Sagrada Biblia: Universidad de Navarra (p. 5543). EUNSA Ediciones Universidad de Navarra